# Colgar notata
Colgar notata är en insektsart som först beskrevs av Melichar 1902.  Colgar notata ingår i släktet Colgar och familjen Flatidae. Inga underarter finns listade i Catalogue of Life.